# Club Nevados De Alto Marquiri
El Club Nevados De Alto Marquiri es un club de fútbol con sede en la distrito ocoruro del provincia Espinar en el Departamento del Cuzco.
Es uno de los clubes más populares de ocoruro junto con León Sur, su eterno rival, con quien disputa el Clásico Ocuroreño. Ambos dividen la mayor parte de preferencias entre la población ocuroreño.

## Historia

### Fundación
Fue fundado en el año 1951 en honor ala Comunidad Campesina Alto Marquiri bajo el nombre mismo Nombre agregando club Nevados De Alto Marquiri el Club fue creada por una iniciativa de comuneros de la misma comunidad campesina alto Marquiri de ocoruro sus prácticas realizan en el mismo campo de alto Marquiri y el Estadio León del Sur.

### Etapa Destrital 2016
El club Nevados de Alto Marquiri jugaban la final de la etapa Distrital ocoruro ya que uno solo clasificaba etapa provincial de Espinar por la mínima cantidad de equipos que participan el duelo era garra y corazón con el equipo Marquire Bajo quedando en el marcador 2 tantos 6 clasificando con campeón Nevados de Alto Marquiri ala etapa Provincial de Espinar.

### Etapa Provincial 2016
En sorteo le tocó el grupo más fuerte el grupo A clasificando segundo ala liguilla junto a uno de más populares Unión Alto Huarca en la liguilla le tocó definir la final Unión Alto Huarca quien ganó cotejo 5 tantos 0 Nevados de Alto Marquiri quedando subcampeón.

### Etapa Departamentamental 2016
Como subcampeón le tocó jugar grupo B logrando clasificación ala liguilla en los cuartos de final en donde cayo derrotado Defensor Yanatili el coteji eda ganó 2-0 y en vuelta también ganó 3-2 los Nevados despidiéndose de la departamental.

## Uniforme
- Uniforme titular: camiseta Blanco, pantalón Blanco, medias Blanco.
- Uniforme alterno: camiseta celeste, pantalón celeste, medias Negro.

## Estadio

### León Del Sur
El estadio León Del Sur es un recinto deportivo ubicado en la Distrito de ocururo (a 3920 m s. n. m.), cuenta con una capacidad o aforo total para 3200 espectadores.

## Clásico

### ocorureño
Club tiene como su eternos rivales al León Sur, Marquire Bajo con quien disputa el clásico Ocorureño ambos clubes dividen la mayor parte de hinchada entre la población de Ocoruro.

## Datos del club
- Temporadas en Primera División: 0
- Temporadas en Segunda División: 0
- Mayor goleada conseguida:
  - En campeonatos Departamental de local: Nevados de Alto Marquiri  6:1 Municipal de Paruro 17 de julio de 2016 Copa Perú
  - En campeonatos Departamental de visita:
- Mayor goleada recibida:
  - En campeonatos Departamental de local:
  - En campeonatos Departamental de visita:

## Palmarés

### Torneos regionales oficiales
| Competición regional             | Títulos | Subcampeonatos |
| -------------------------------- | ------- | -------------- |
| Liga Provincial de Espinar (0/1) |         | 2016.          |
| Liga Distrital de Ocoruro (1/0)  | 2016.   |                |